# Soll und Haben (Roman)
Soll und Haben ist ein 1855 erschienener Roman in sechs Büchern von Gustav Freytag (1816–1895). Er gehörte  bis in die frühen Jahre des 20. Jahrhunderts zu den Bestsellern und ist ein Beispiel des deutschsprachigen Bürgerlichen Realismus. Franz Mehring bezeichnet den Roman als den meistgelesenen des 19. Jahrhunderts.

## Entstehung
Der Roman war anfangs kürzer und nur auf die ersten 3 Bücher hin konzipiert. Ursprünglich war die politische Stoßrichtung gegen den Adel gerichtet. Die jüdischen Figuren waren Bestandteil der Geschichte des verdienten Ruins der Adelswelt, später setzte Freytag die Akzente eher auf die Kritik des Spekulantentums.
Der den Breslauer Kaufmannsstand verherrlichende Roman war insgesamt ein Vehikel zur Verbreitung politischer Vorstellungen und eine Auftragsarbeit.

## Inhalt

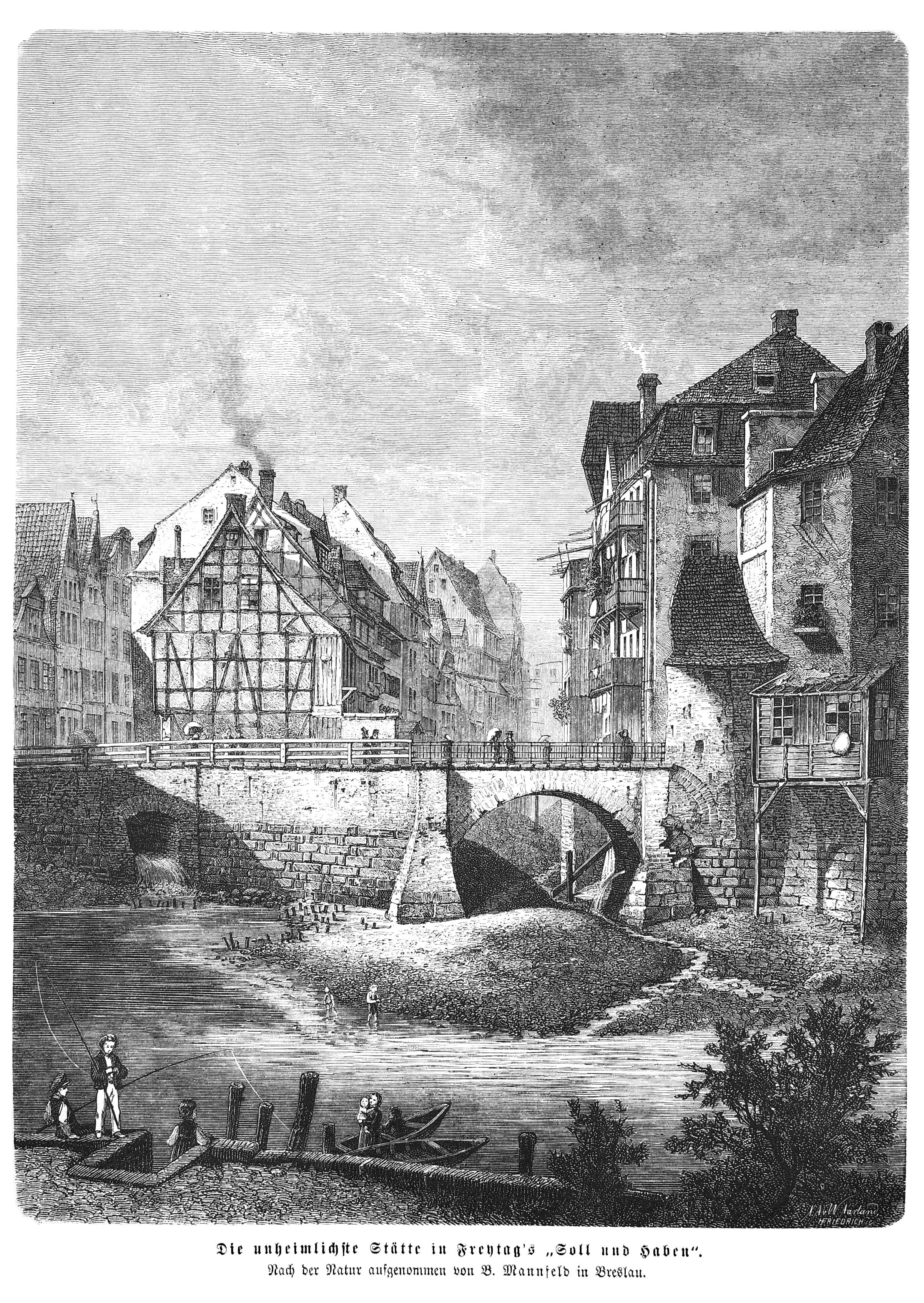
Die unheimlichste Stätte in Freytags „Soll und Haben“, der Fluss an Löbel Pinkus' Herberge – Illustration in der Zeitschrift Die Gartenlaube (1872)

Der Autor schildert in seinem Kaufmannsroman die soziale und wirtschaftliche Situation in Schlesien in der ersten Hälfte des 19. Jhs. am Beispiel einzelner typisierter Personen. Zugleich ist das Werk ein Entwicklungsroman, der die Laufbahn und den Reifeprozess Anton Wohlfarts vom 18-jährigen Lehrling zum erfahrenen Kaufmann zeigt. Die parallel verlaufenden und auf Breslau konzentrierten Haupthandlungsstränge, einer davon spielt im jüdischen Milieu, werden bereits am Anfang des Romans personell miteinander verknüpft.

### Erstes Buch
Der 18-jährige Anton Wohlfart und sein ehemaliger jüdischer Bürgerschulkamerad Veitel Itzig begegnen sich zufällig auf der Wanderung von Ostrau in die Hauptstadt, wo sie Ausbildungsstellen suchen. Vorher kommt Anton am Landschloss des Freiherrn Oskar von Rothsattel vorbei, lernt im Park dessen couragierte Tochter Lenore kennen und verliebt sich in sie.
Anton ist der Sohn eines Buchhalters. Nach dem Tod der Eltern nimmt ihn der Kolonialwaren-Kaufmann Traugott Schröter, dessen Firma dem Vater wegen einer lang zurückliegenden Hilfeleistung verpflichtet ist, als Lehrling in sein Kontor in Breslau auf. Durch seine Gewissenhaftigkeit beim Kopieren von Geschäftsbriefen und bei der Ausführung von Aufträgen sowie seine Ehrenhaftigkeit gewinnt er die Achtung seines Chefs und der Angestellten, so dass seine Lehrzeit auf zwei Jahre verkürzt wird und er eine feste Anstellung als Kontorist erhält. Mit einem seiner Kollegen, dem welterfahrenen, äußerlich arroganten und leichtlebigen Fritz von Fink, schließt der unerfahrene junge Mann nach anfänglichen Reibereien Freundschaft. Dieser führt ihn in die Gesellschaft des Landadels ein, die in Kontrast zu der seiner bürgerlichen Kontor-Kollegen steht und von deren Eleganz und Lebensgenuss Anton lange fasziniert ist. 
Zur gleichen Zeit wird der arme Veitel Hausbursche beim jüdischen Makler Hirsch Ehrenthal. Bei seinen Botengängen und Erkundungen macht er kleine Privatgeschäfte und spart das Geld für größere Unternehmungen.
Der Gutsherr von Rothsattel lebt mit seiner Familie solide von den Einkünften des landwirtschaftlichen Betriebes. Gelegentlich macht er beim Verkauf landwirtschaftlicher Produkte bzw. bei Einkäufen Geschäfte mit Ehrenthal und lässt sich von dem Händler zu Geldgeschäften überreden. Er folgt dem Rat Ehrenthals, Pfandbriefe zu kaufen, um mit dem Zinsgewinn in Unternehmungen wie den Bau einer Zuckerfabrik zu investieren. Er bezieht über den Winter eine Stadtwohnung und nimmt an Gesellschaften teil. Diesen aufwendigen Lebensstil kann er jedoch nicht aus den Einnahmen seines Gutes finanzieren und er beteiligt sich deshalb mit seinen Pfandbriefen an Ehrenthals riskanten Geschäften, bei denen in finanzielle Schwierigkeiten geratene Landwirte Waren unter Wert verkaufen müssen.

### Zweites Buch
Fritz von Fink will seinen Freund und Schützling in die städtische Gesellschaft einführen und macht sich einen Spaß daraus, deren Vorurteile zu nutzen. Er lanciert über verschiedene Personen die Vermutung, Anton sei vermutlich der außereheliche Sohn eines Großfürsten und Erbe großer Ländereien in Amerika. Dieser ahnt nichts vom leichtsinnigen Spiel des Freundes und lässt sich trotz anfänglicher Bedenken überreden, sich in besserer Gesellschaft zu zeigen und dazu eine standesgemäße Garderobe anzuschaffen, die er sich von seinem Lohn nicht leisten kann. So gelingt die Aufnahme in die als Eheanbahnung für adlige Mädchen gedachten Tanzgesellschaften bei Frau von Baldereck. Anton befolgt die Instruktionen seines Freundes und macht eine gute Figur. Er trifft Lenore wieder. Durch ihre Freundlichkeit gewinnt er zunehmend an Selbstsicherheit und entwickelt sich zu einem beliebten Gesellschafter. Andererseits entfremdet er sich dem Kreis seiner Kollegen. Als sein Prinzipal Schröter ihn wegen der umlaufenden Gerüchte zur Rede stellt, entschließt er sich aber, vor der adeligen Gesellschaft seine tatsächliche Situation zu offenbaren, und nimmt nicht mehr an den Veranstaltungen teil, was ihm wegen der Bekanntschaft mit Lenore sehr leid tut. Er widmet sich wieder verstärkt seiner Arbeit und freundet sich mit Ehrenthals Sohn Bernhard an, einem zurückgezogen inmitten seiner Bibliothek lebenden geistigen Einsiedler. Als Fink wegen einer großen Erbschaft seine Stellung kündigt und Anton mit nach Amerika nehmen will, lehnt dieser ab. In der Folge erhält er erweiterte Befugnisse im Handelshaus. Schröters Schwester Sabine, der Fink einen Heiratsantrag macht, will ebenfalls nicht das Wagnis eingehen, dem abenteuerlustigen und sprunghaften Mann zu folgen. Später (im 3. Buch) teilt Fink seinem Freund in einem Brief mit, dass er wegen der harten Konkurrenz und den skrupellosen Methoden in seinem neuen Leben unglücklich ist.
Währenddessen wird Veitel Itzig immer erfahrener im Auskundschaften von Geschäften, in der Einschätzung der Bonität von Kunden bei Kreditvergaben und der Kalkulation von möglichen Insolvenzen. Veitels Nachbar in der zwielichtigen Herberge von Löbel Pinkus ist der ehemals erfolgreiche Rechtsanwalt Hippus, der seinen guten Ruf und seine Kanzlei aufgrund unehrlicher Geschäfte verloren hat und seinen Unterhalt und seinen Alkoholkonsum jetzt durch Unterricht im Wechselrecht und der Hypothekenordnung verdient. So weiht er auch Veitel in die Tricks ein, die Gesetze zu umgehen, ohne gegen sie zu verstoßen. Veitel nutzt diese Kenntnisse und seine geheimen Erkundungen, indem er von Gläubigern billig Schuldbriefe aufkauft, die durch den Bankrott des Schuldners wertlos geworden sind. Wenn die finanzielle Situation des Insolventen sich z. B. durch eine Erbschaft wieder bessert, klagt Veitel seinen Anspruch ein und verdient viel Geld. Mit seinen Erfahrungen steigt er zu Ehrenthals Buchhalter auf, hat so Einblicke in dessen Geschäfte und nutzt dieses Wissen auch gegen die Interessen seines Chefs für seine eigenen Projekte aus.
Freiherr von Rothsattel hat sich inzwischen an Geldgeschäfte mit verschiedenen Maklern gewöhnt, z. B. durch den Kauf von Pfandbriefen auf ein Gut bei Rosmin, und finanziert so sein Gesellschaftsleben in der Stadt. Ehrenthal informiert ihn über den Plan seiner Nachbarn, eine Zuckerfabrik zu bauen, und ermutigt ihn, ihnen zuvorzukommen. Das Geld dafür leiht er ihm. Veitel unterstützt dieses Projekt und will es für sich nutzen, indem er selbst dem Gutsherrn, der zunehmend den Überblick über seine Finanzen verliert, hinter dem Rücken seines Chefs über seinen Strohmann Pinkus Geld leiht und damit dessen Schuldenlast erhöht. Er spekuliert darauf, dass der Freiherr die Hypotheken nicht zurückzahlen kann und ihm am Ende das in der Schuldverschreibung als Sicherheit eingetragene Schloss mit den Ländereien abtreten muss.

### Drittes Buch
Im dritten Buch treten mehrere Entwicklungen in eine entscheidende Phase. Als in Polen ein Aufstand ausbricht, begleitet Anton seinen Chef in das Unruhegebiet, um vierzehn von den Rebellen konfiszierte Frachtwagen der Firma zurückzuholen. Nach einer gefährlichen Reise durch unsichere Gegenden, hartnäckigen Verhandlungen mit noch intakten Militärbehörden und Geldzahlungen gelingt schließlich die Rückführung der meisten Waren. Bei einer Auseinandersetzung in einer Karawanserei rettet Anton Schröter das Leben. Während der verletzte Chef die Frachtwagen unter dem Schutz ihnen zu Hilfe gekommener schlesischer Truppen zurück nach Breslau führt, bleibt Anton als Agent der Firma über den Winter in Osteuropa, um die durch den Krieg gestörten Handelsbeziehungen wieder aufzubauen. Mit neuen Erfahrungen und mit Informationen über die schlechte wirtschaftliche Situation Rothsattels und die Intrige Itzigs kehrt er ins Handelshaus zurück. Wegen seiner Verdienste stellt Schröter ihm in Aussicht, ihn zu seinem Stellvertreter zu machen.
In der Zwischenzeit verschuldet sich Rothsattel immer mehr, um die Kreditzinsen zurückzuzahlen: nicht nur bei Ehrenthal, sondern auch ohne dessen Wissen bei dessen Buchhalter Itzig, der seinen Chef hintergeht und seine eigenen Ziele verfolgt. Zudem ist die Zuckerfabrik wegen einer schlechten Rübenernte nicht ausgelastet und bringt nicht den kalkulierten Profit. Ein weiterer Verlust droht durch die bevorstehende Insolvenz eines polnischen Gutes bei Rosmin, für welches der Baron Pfandbriefe besitzt, die nun wertlos werden könnten. Die Gläubiger wollen Rothsattel in dieser Situation keine weiteren Kredite gewähren und bestehen auf Rückzahlung. Durch Antons Enthüllung der Rolle Itzigs kommt es zum Streit aller Beteiligten. Ehrenthals mit Anton befreundeter Sohn Bernhard wendet sich gegen seinen Vater und fordert ihn auf, Rothsattel zu helfen. Dieser will aber nicht auf sein Geld verzichten und sieht keine Möglichkeit, den Familiensitz der Rothsattels zu retten. Er ist jedoch bereit, für den Baron das Rosminer Gut zu ersteigern. Bernhard stirbt kurze Zeit später an einer Lungenkrankheit. Der Vater leidet unter dem Zerwürfnis sowie unter der Hinterlist seines Buchhalters und verfällt geistig und körperlich immer mehr.
Als Rothsattel seine ausweglose Lage erkennt, will er sich erschießen. Seine Frau versucht ihn daran zu hindern und der Schuss geht fehl. Rothsattel überlebt, verliert aber sein Augenlicht. Als die Baronin Anton um Hilfe in der Schuldenkrise bittet, sagt er aus Freundschaft zu den Kindern, vor allem Lenore, zu und übernimmt die Aufgabe des Bevollmächtigten und Rentmeisters des Freiherrn. Er versucht juristisch dessen Schuldensituation nach der Zwangsversteigerung des Familiensitzes zu klären und verkauft den Schmuck der Baronin, um das Rosminer Gut zu erhalten und wieder wirtschaftlich zu machen. Allerdings führt dies zur Entfremdung von Schröter und zum Abschied aus dem Handelshaus, sehr zum Leidwesen des Prinzipals, der ihn zu seinem Nachfolger aufbauen wollte, und Sabines, die ihre Neigung zu Fink überwunden und den gereiften Anton lieb gewonnen hat.
In den Entscheidungssituationen des dritten Buches werden die grundsätzlich verschiedenen Positionen der Protagonisten (Ehrenhaftigkeit, Habgier und Genusssucht) deutlich. Ein zentrales Thema des Romans, das Verhalten des korrekten und ehrenhaften Händlers, diskutiert Anton mit seinem Freund Bernhard. Anton differenziert, von Ehrenthal „kenne [er] keine einzige Handlung […] welche nach kaufmännischen Begriffen unehrenhaft ist“, er wisse nur, „dass er zu der großen Klasse von Erwerbenden gezählt wird, welche bei ihren Geschäften nicht sehr danach fragen, ob ihr eigener Vorteil durch Verluste anderer erkauft wird […] Er wird vielleicht manches tun, was ein Kaufmann von sicherem Selbstgefühl vermeidet, aber er wird sicher auch gegen vieles Widerwillen empfinden, was gewissenlose Spekulanten um ihn herum wagen.“ Damit bezieht er sich auf Itzig, von dem Bernhard sagt: „Er ist der Schurke […] Er ist eine gemeine, niederträchtige Natur“. Der literarisch interessierte Bernhard kritisiert, dass sein Vater mit einem solchen Buchhalter zusammenarbeitet. Er weist das Erbe des Vaters zurück und würde gern ein anderes Leben führen: Seinem aus armen Verhältnissen stammenden Vater sagt er, dieser habe „an nichts anderes gedacht als an Erwerb. Niemand hat dich etwas anderes gelehrt, dein Glaube hat dich ausgeschlossen von dem Verkehr mit solchen, welche besser verstehen, was dem Leben Wert gibt.“
Die Frage der Rettung des adligen Gutsbesitzers beantworten die beiden Vertreter des bürgerlichen Kaufmannsstandes unterschiedlich, was schließlich zur Trennung der beiden führt. Während Anton aus Mitgefühl mit der Familie des Barons seinen Chef zur Stützung des bankrotten Betriebs zu bewegen versucht, vertritt Schröter sein Arbeitsethos mit dem klaren Leistungsanspruch und urteilt hart über Rothsattel: „[E]r konnte nur deshalb in die Hände der Wucherer fallen, weil ihm das fehlte, was dem Leben jedes Menschen erst Wert gibt, ein besonnenes Urteil und eine stetige Arbeitskraft. […] Sehr viele unserer alten angesessenen Familien sind dem Untergange verfallen, und es wird kein Unglück für den Staat sein, wenn sie untergehen. […] Wo die Kraft aufhört in der Familie oder im einzelnen, da soll auch das Vermögen aufhören, das Geld soll frei dahin rollen in andere Hände, und die Pflugschar soll übergehen in eine andere Hand, welche sie besser zu führen weiß“.

### Viertes Buch
Anton reist zusammen mit Karl Sturm, dem Sohn des starken Aufladers im Packhof Schröters, der wegen einer Verwundung seinen Abschied vom Militärdienst nehmen musste, nach Rosmin, um als neuer Verwalter des Barons das Schloss, die Güter und den Grundbesitz zu inspizieren und den Betrieb zu ordnen. Durch die Verschuldung des Vorbesitzers ist die gesamte Wirtschaft in schlechtem Zustand, Ackergeräte und Tiere wurden gestohlen, die Bediensteten haben lange keinen Lohn bekommen, viele Tagelöhner sind weggegangen und die meisten Felder sind nicht bestellt. Anton setzt die noch funktionierenden Einrichtungen wieder in Gang und macht das Schloss bewohnbar. Denn die Rothsattels fühlen sich durch den drohenden Verlust ihres Familiengutes entehrt und drängen auf einen schnellen Umzug. In dieser schlechten Stimmung treffen sie in Rosmin ein und behandeln ihren Bevollmächtigten und die Angestellten kühl und distanziert. Der Baron fühlt sich entmündigt, weil Anton die Finanzen kontrolliert und seinen Wünschen, teure Weine und edle Pferde zu kaufen, widersprechen muss. Nur Lenore erkennt seine Leistung an und ist bereit, bei der Haushaltsführung mitzuhelfen, hat aber nicht das Durchhaltevermögen, führt die Bücher nicht regelmäßig und sucht lieber Abwechslung beim Reiten oder der Jagd. Anton wird der große Unterschied zwischen dem adligen Luxuslebensanspruch und seiner bürgerlichen Sozialisation deutlich. Etwas näher kommen sich die beiden erst wieder durch die Bedrohung durch aufständische Polen, die in dem Bevölkerungsmischgebiet der Provinz gegen deutsche Bauern und Gutsbesitzer vorgehen und für einen polnischen Nationalstaat kämpfen. Anton organisiert die Verteidigung seiner Landsleute in Rosmin.
Veitel Itzig hat inzwischen ein eigenes Maklergeschäft und möchte sich mit Ehrenthal verbinden, indem er dessen Tochter Rosalie heiratet, doch dieser hat die Intrige seines ehemaligen Buchhalters gegen ihn und den Diebstahl seiner Schuldscheine noch nicht verarbeitet und lehnt ab. Unter dem Einfluss seiner Frau muss er schließlich die Werbung des reich gewordenen Itzig um Rosalie akzeptieren, rebelliert jedoch vor der Zeremonie in geistiger Umnachtung dagegen und vertreibt den Bräutigam (6. Buch).

### Fünftes Buch
Während Anton die Kräfte zur Verteidigung der deutschen Besitzungen zu sammeln sucht, taucht Fritz von Fink, der in Amerika das erhoffte bessere Land nicht gefunden hat, im Schloss auf, wo ihn Rothsattel sogleich als Standesgenossen herzlich empfängt und als Gast willkommen heißt. Während der patriotisch eingestellte Anton die deutschen Tugenden des Fleißes den Polen gegenüber hervorhebt, spricht Fink aus seiner größeren Weltkenntnis heraus: „Wo ich die Polen in fremden Ländern gesehen […] habe ich mich immer gut mit ihnen vertragen. Jetzt tut mir leid, dass die Spannung hier so schwer macht, sie in ihrer Heimat aufzusuchen, denn freilich lernt man die Menschen am besten kennen, wenn man sie in ihren Pfählen sieht. […] Wenn man allerlei Volk beobachtet hat, so ist die letzte Empfindung, dass die Menschen einander überall sehr ähnlich sind. Etwas Unterschied in der Hautfarbe und andere Zutaten, aber Liebe und Hass, Lachen und Weinen sehen überall ziemlich gleich aus.“ Durch das Erbe seines Onkels ist Fink als reicher Mann zurückgekehrt und will Rothsattel unterstützen, indem er von ihm ein trockenes Wiesengebiet pachtet, um es durch Bewässerung zu veredeln. Denn er erkennt nach einem Ritt über die Felder das Potential des Gutes, das sich langfristig nutzen lässt, wenn man eine Anschubinvestition vornimmt. Anton rät beiden erfolglos von dem Projekt ab, denn er schätzt die Situation des Gutes als hoffnungslos ein. Doch Fink, der zunehmend die Initiative auf dem Gut ergreift, einigt sich mit dem Baron und stellt Arbeiter für sein Projekt ein. Obwohl ihre Freundschaft sich in der gemeinsamen Arbeit bewährt und stärkt, erkennt Anton die Energie und Überlegenheit Finks bei allen Unternehmungen an und sieht, dass dieser sofort leichten Zugang zur Adelsfamilie bekommen hat und diese ihn als gleichgestellt akzeptiert, während er sich zunehmend fremd fühlt und keine Hoffnung mehr hat, dass Rothsattel ihn als Freund behandelt. Seine frühere Faszination vom adligen Lebensstil und den höflichen, eleganten Umgangsformen ist einer Ernüchterung gewichen.
Die Arbeiten im Gut werden durch die Erhebung der Polen in der ganzen Provinz unterbrochen. Dabei besetzen die Aufständischen deutsche Dörfer und Güter und rauben sie aus. Familien aus den umliegenden Dörfern suchen im Schloss Zuflucht. Anton und Fink bereiten mit einer kleinen Gruppe Bewaffneter die Verteidigung gegen einen heranrückenden starken Reitertrupp mit Fußvolk vor. Ein Abgesandter fordert im Namen des polnischen Zentral-Komitees, der neuen Regierung, die Übergabe des Schlosses und sagt freien Abzug zu. Nachdem Fink im Namen des Besitzers mit dem Argument, das Gut sei Privateigentum und er erkenne das Komitee nicht an, die Forderung abgelehnt hat, kommt es zum nächtlichen Kampf. Die Versuche, Feuer ans Tor zu legen und das Gebäude zu stürmen, werden abgewehrt. Am nächsten Tag rücken preußische Truppen an und helfen, die Angreifer zu vertreiben. Zurück bleiben Verwundete und Tote, unter ihnen Eugen von Rothsattel, der als Husar seiner Familie zu Hilfe geeilt ist.

### Sechstes Buch
Anton muss dem Baron mitteilen, dass sein Sohn Eugen hoch verschuldet ist und sogar vom fleißigen Auflader Sturm mit falschen Versprechungen Geld geliehen hat, um Spielschulden zu bezahlen. Dieser reagiert darauf mit Unmut, macht seinem Verwalter Vorwürfe, ihn schlecht zu informieren und entlässt ihn. Für Anton ist dies die Bestätigung seiner bisherigen ernüchternden Erfahrungen und er bittet Fink, seine Aufgaben zu übernehmen. Fink sieht die Lage realistisch und öffnet seinem Freund die Augen: „Einem Narren, der noch nicht unter Kuratel steht, die Geschäfte besorgen, heißt sich selbst zum Narren machen. […] Du bist ein solcher Narr gewesen. Ich habe nicht das Zeug dazu.“ Er macht Rothsattel das Angebot, das Gut zum Zeitwert zu kaufen und selbst zu bewirtschaften. Mit Lenore spricht er offen über ihre Situation. Er möchte, dass sie sich aus allen Fesseln der Verpflichtungen befreit, dass sie befreundet bleiben und dass sie nach einiger Zeit über eine Ehe mit ihm entscheidet. Nach dem später von Anton in Breslau bewerkstelligten Verkauf des Familiensitzes zu einem guten Preis und der Tilgung der Schulden verloben sie sich.
Vor Antons Abreise entschuldigt sich, nach Ermahnungen Lenores und ihrer Mutter, Rothsattel bei ihm. Die Baronin informiert ihn über den Diebstahl der Schuldscheine Ehrenthals und bittet ihn, die Angelegenheit in Breslau zu untersuchen und das Schloss zu verkaufen. Anton verspricht, diese seine letzte Aufgabe noch zum Abschluss zu bringen, und verlässt das Gut. „Er war jetzt frei, frei von dem Zauber, der ihn hierher gelockt hatte, frei von manchem Vorurteil […] er hatte die gerade Linie seines Lebens verlassen, um für andere tätig zu sein, und er ging jetzt, sich selbst neue Arbeit zu suchen, er musste von vorn anfangen.“
Anton kehrt nach einjähriger Abwesenheit nach Breslau zurück und geht sofort zu Schröter. Er versöhnt sich mit Sabine und, nach einer heftigen Auseinandersetzung mit Schröter, in der der über seinen Weggang tief gekränkte Prinzipal die „Reinheit [seiner] kaufmännischen Ehre“ anzweifelt, auch mit seinem ehemaligen Chef. Anton weist dessen Vorwürfe entschieden zurück und argumentiert, „dass die Reinheit des Mannes, welcher sich ängstlich vor der Versuchung zurückzieht, nichts wert ist, und wenn [er] etwas aus einem Jahre voll Kränkungen und bitterer Gefühle gerettet habe, so [sei] es gerade der Stolz, dass [er] selbst geprüft worden [sei], und dass [er] nicht mehr wie ein Knabe aus Instinkt und Gewohnheit handle, sondern als ein Mann, nach Grundsätzen.“ Anton kauft von dem galizischen Wanderhändler Schmeie Tinkeles Informationen über die Machenschaften Veitels, der Hippus beauftragt hatte, die Schuldscheine Rothsattels aus Ehrenthals Büro zu stehlen, um damit die Versteigerung des Gutes zu seinen Gunsten zu beeinflussen. Mit diesem Wissen setzt Anton Itzig unter Druck, zudem bittet er einen Polizeibeamten um Unterstützung. Hippus wird überwacht, er sucht bei Itzig Unterschlupf, dieser verspricht ihm ein Versteck und ertränkt ihn im Fluss neben der Herberge, um ihn an einem Geständnis zu hindern. Itzig gerät zunehmend in Panik und sieht Gespenster. Am Tag der Verlobung mit Ehrenthals Tochter Rosalie sucht ihn die Polizei, er ertrinkt auf der Flucht im Fluss. Die Schuldscheine findet man bei Hausdurchsuchungen, Anton kann mit den Gläubigern einen Vergleich schließen. Durch den Verkauf des Schlosses kann man die Schulden zurückzahlen, für Rothsattel bleibt ein Vermögen übrig.
Anton will bis zur Klärung der Vermögensverhältnisse Rothsattels als Gast im Haus wohnen und sich dann eine neue Arbeitsstelle in einer anderen Stadt suchen. Doch er erfährt von Schröter, dass seine Schwester seit dem Tod ihres Vaters stiller Associé der Firma ist und eine Erweiterung des Handelshauses „T.O. Schröter und Kompanie“ geplant ist. Sie will ihn als Kompagnon und Verlobten haben. Zwar hat er kein Vermögen einzubringen, aber „rüstige Jugendkraft und einen geprüften Sinn“.

## Hauptpersonen
Die Figuren des Romans teilt Gustav Freytag in drei Gruppen ein: auf der einen Seite die bürgerliche Welt, auf der anderen Seite die adelige Welt und die Juden.
- Der Held des Romans ist Anton Wohlfart. Seine Entwicklung verläuft über mehrere Stationen hin zu einem Ziel. In diesem den ganzen Roman andauernden Prozess entwickelt sich Anton von seinen träumerischen Illusionen zur bürgerlichen pragmatischen Lebensauffassung.
- Die Kaufmannsfamilie Schröter und der gereifte Anton Wohlfart repräsentieren Freytags Ansicht nach den idealen Typus des bürgerlichen Geschäftsmannes. Sie zeichnen sich durch Ordnung, Ehrlichkeit und bürgerliche Tugenden aus. Schröter vertritt, offenbar als Sprachrohr des Autors, die Überzeugung „dass die freie Arbeit allein das Leben der Völker groß und sicher und dauerhaft macht.“ Ebenso rechtschaffen und treu dem für sie sorgenden und strengen Patriarchen Traugott ergeben sind die Kontorangestellten, der Auflader Sturm und sein Sohn Karl. Für diese idealisierte Familie gab es ein reales Vorbild: Gustav Freytag war ein enger Freund der Breslauer Kaufmannsfamilie Molinari, deren Großhandelshaus unter Theodor und Leo Molinari eines der bedeutendsten Unternehmen im Breslau des 18. und 19. Jahrhunderts war.[6][7]
- Der jüdische Makler Ehrenthal repräsentiert den durch Geldspekulationen nach materiellem Reichtum strebenden Händler. Sein Buchhalter Veitel Itzig ist darüber hinaus intrigant und unehrlich. Ehrenthals literarisch interessierter Sohn Bernhard distanziert sich von dieser Lebensweise.
- Für den über seine Verhältnisse lebenden und im finanziellen Ruin endenden Adel steht die Familie Rothsattel. Sie lebt privilegiert und fühlt sich dem Bürgertum überlegen. Fritz von Fink ist dazu die weltmännisch pragmatische Gegenfigur. Er denkt nicht in Standesgrenzen, arbeitet im Kontor Schröters, macht dessen Schwester einen Heiratsantrag, schließt Freundschaft mit Anton und besucht mit ihm Ehrenthals Frau und die Kinder Rosalie und Bernhard.

## Kritik
Seit Erscheinen des Romans wechselten Beobachtungspunkte und Beurteilungskriterien der Kritik. Bis zum Ersten Weltkrieg überwog die positive Bewertung. Diese Stimmung fasst Eduard Engel in seiner Geschichte der Deutschen Literatur zusammen. „Die Leserwelt atmete freudig auf: statt der nichtstuerischen, geschwätzigen, weltverbessernden ‚Helden‘ der Jungdeutschen bekam sie in Freytags Soll und Haben endlich Menschen zu sehen, die einen Zweck im Leben hatten. Man nahm auch keinen Anstoß daran, dass der Held Anton Wohlfart von so unheimlicher Klugheit und Bravheit war […] zu keiner rechtschaffenen Dummheit fähig. Man freute sich der sicheren Erzählkunst, der straffen und klaren Handlung, der gezügelten Sprache ohne Blumen. Das deutsche Bürgertum hatte seinen Dichter gefunden und belohnte ihn durch eine Beliebtheit, wie sie so andauernd kein Romandichter genossen hat.“
Anja Lemke verweist darauf, dass Freytag im Roman „sämtliche Negativaspekte des modernen Kapitalismus“ abspaltet und „durch die Poetisierung des Warenhandels auch ein Bild von bürgerlicher Arbeit“ entstehen lässt, „das suggeriert, diese stünde in deutlicher Opposition zu modernen, kapitalistischen Wertschöpfungsprozessen [...] und den damit verbundenen Momenten des Kredits und der Schuld. Mit der nostalgischen Verklärung der Warenhandlung T.O. Schröter korrespondiert ein Schreibverfahren, das eine Trennung von ‚Arbeit‘ und ‚Geld‘ vornimmt, indem es ‚Arbeit‘ in eine vormoderne Semiotik stabiler Zeichenbeziehungen einschreibt, während ‚Geld‘ lediglich selbstreferenziell zirkuliert. Anders als das romantische Projekt einer Poetisierung der Welt geht es in Soll und Haben nicht um eine poetische Ökonomie der unendlichen Zeichenzirkulation, vielmehr wird ein Programm der Restabilisierung und der Geschlossenheit verfolgt. An die Stelle der real nicht mehr vorhandenen Geschlossenheit der Ökonomie des 19. Jahrhunderts setzt der Text die Geschlossenheit des Romans, der den Bildungsgang seines Helden und die Nationenbildung des ‚deutschen Volkes‘ mit der poetischen Engführung von Ware und Geld verbindet.“
Andere Kritiker, v. a. im Zusammenhang mit der Aufarbeitung der NS-Geschichte in den 1970er Jahren, werfen dem Autor literarischen Antisemitismus vor, denn er verwende in Soll und Haben antisemitische Stereotype. Die Juden stellten für ihn die Gruppe dar, die von Natur aus einzig auf den eigenen Vorteil bedacht ist. Er gebe ihnen als „typisch“ empfundene Namen (z. B. Veitel Itzig, Hirsch Ehrenthal, Schmeie Tinkeles, Mausche Fischel). Zudem zeige Freytag eine stark antislawische Haltung. Er beschuldige die Polen der Kulturlosigkeit und spreche ihnen deshalb ihre Tüchtigkeit bei der Arbeit ab. Als Ideal sehe er eine Anpassung an das deutsche Bürgertum, dem er generell eine höhere Tüchtigkeit bei der Arbeit zuspreche. Zwar lasse Freytag auch jüdische und polnische Charaktere auftreten, die sich entgegen seinem klischeehaften Bild verhalten, wie etwa Bernhard, den intellektuellen Sohn Hirsch Ehrenthals und Freund Antons, der die Geldgier und die skrupellosen Geschäfte seines Vaters aufs schärfste verurteilt, oder einen polnischen Offizier, der Anton und dessen Kontor mehrmals vor dem polnischen Pöbel schützt. Diese Figuren seien jedoch in der Minderheit und damit die „Ausnahmen“, sie bekräftigten also das jeweilige Stereotyp. Andere Interpreten relativieren Bernhards Rolle und sehen in seinem Tod die Bestätigung für seine geringe Bedeutung für Handlung und Autor. Mark H. Gelber sieht in ihm einen Vertreter der Welt des Geistes in einer ganz und gar vom wirtschaftlichen Denken bestimmten Welt.
Freytags Biograph, zur Mühlen, resümiert: „Während Freytags antisemitische Darstellung keineswegs einer antisemitischen Einstellung entsprang, trug seine antipolnische Darstellung eindeutig propagandistische Züge, mit denen er die polnischen Teilungen und die preußische Herrschaft über große Teile Polens legitimieren wollte.“

## Verfilmungen
1924 entstand der deutsche Stummfilm Soll und Haben unter der Regie von Carl Wilhelm, mit Hans Brausewetter, Mady Christians, Ernst Deutsch, Hugo Döblin, Karl Etlinger, Heinrich George, Olga Tschechowa.
Im Jahr 1977 hätte Rainer Werner Fassbinder Soll und Haben verfilmen sollen, doch gab man dieses Projekt nach einer langen Debatte bezüglich des Antisemitismus des Stoffes auf.

## Ausgaben
- Soll und Haben. Roman in sechs Bänden, Leipzig: Fikentscher, [1855].
- Soll und Haben. Roman in sechs Bänden, Leipzig: Hesse & Becker, [1855].
- Soll und Haben. 3. Aufl., Leipzig, 1855.
- Soll und Haben. Roman in 6 Büchern, Leipzig : S. Hirzel, 1887.
- Soll und Haben. Roman in sechs Büchern. Mit einer Einleitung von Emil Ermatinger, Braunschweig / Hamburg : Georg Westermann, 1926 [Nachdruck 2009].
- Soll und Haben. Roman in sechs Büchern, München [u. a.]: Hanser, 1977.
- Soll und Haben. Roman in sechs Büchern. Durchges. von Meinhard Hasenbein. Mit einem Nachw. von Hans Mayer, Anmerkungen von Anne Anz. Vollst. Text nach der Erstausgabe Leipzig 1855, München : Dt. Taschenbuch-Verl., 1978 (dtv-Dünndr.-Ausg. 2044).
- Soll und Haben. Roman in sechs Büchern, Waltrop [u. a.]: Manuscriptum, 2002.
- Soll und Haben, Roman in sechs Büchern, Berlin und Leipzig, Th. Knaur Nachf.1923, mit 64 Originallithographien von Otto H. Engel